# 一木千洋
一木 千洋（いっき ちひろ、1989年4月16日 - ）は、日本の女性声優。青二プロダクション所属。静岡県出身。血液型はB型。

## 略歴
学習院大学卒業。青二塾東京校32期生。
2013年4月より文化放送・超!A&G+の『A&G Girls Project Trefle』が放送開始され、アニソンガールズユニット・Trefleの一員となった。2016年11月をもってTrefleとしての活動を終了。

## 人物
趣味は舞台鑑賞、歌舞伎鑑賞、海外ドラマ鑑賞、読書。

## 出演
太字はメインキャラクター。

### テレビアニメ
2012年
- 探検ドリランド（ディアナ）

2013年
- おじゃる丸（花、女子高生）
- 聖闘士星矢Ω（子供）
- 探検ドリランド -1000年の真宝-（キノピー、親キノピー、黄金キノピー）
- ドキドキ!プリキュア（八嶋、男の子、実行委員）
- ONE PIECE（2013年 - 2019年、子供、娘、妖精、鏡、シャーロット・ナツメグ）

2014年
- 暴れん坊力士!!松太郎（女性）
- 俺、ツインテールになります。（あすか母親、女子生徒B、女子生徒）
- ガンダムビルドファイターズトライ（女子生徒）
- くつだる。（カー坊）
- ワールドトリガー（2014年 - 2021年、女子、月見蓮、生徒、アナウンサー、日浦茜 他） - 3シリーズ

2015年
- 血界戦線（同級生）
- 電波教師（生徒A）
- ドラゴンボール超（市民、妖精）
- 監獄学園 プリズンスクール（女子2、女子B、女子E、女子選手達A、女子J）
- 遊☆戯☆王ARC-V（フランク）
- ONE PIECE エピソードオブサボ 〜3兄弟の絆 奇跡の再会と受け継がれる意志〜

2016年
- あはれ!名作くん（ジュリエッ子）
- 彼女と彼女の猫 -Everything Flows-（リポーター）
- DAYS（フットサルの女子）
- ディバインゲート（ラモラック、アカネ〈幼少〉）
- 美少女戦士セーラームーンCrystal（客、女子生徒）

2017年
- BORUTO-ボルト- NARUTO NEXT GENERATIONS（2017年 - 、雷門デンキ、バッタ、女、映画スタッフ、おばあさん 他）
- 遊☆戯☆王VRAINS（2017年 - 2019年、早見）

2019年
- ゲゲゲの鬼太郎（第6作）（木の子）
- KING OF PRISM -Shiny Seven Stars-（鷹梁舷）

### 劇場アニメ
2013年
- 映画 ドキドキ!プリキュア マナ結婚!!?未来につなぐ希望のドレス（八嶋）
- ドラゴンボールZ 神と神

### Webアニメ
2015年
- 美少女戦士セーラームーンCrystal（部員）

### ゲーム
2010年
- 龍が如く4 伝説を継ぐもの（キャバクラ嬢）

2011年
- ぎゃる☆がん

2013年
- サカつく プロサッカークラブをつくろう!（秘書）
- チェインクロニクル（街のカブキ者ヒロチ）
- 討鬼伝（乙姫）
- マブラヴ オルタネイティヴ トータル・イクリプス

2014年
- 神様と運命覚醒のクロステーゼ（不知火エリ）
- 影牢 〜ダークサイド プリンセス〜（リリア）
- テイルズ オブ リンク（ミカーナ）
- 魔都紅色幽撃隊（夏服の少女）
- ロボットガールズZ ONLINE（一角鬼）

2015年
- オトカ♥ドール（魔女っ子エンビー）
- けものフレンズ（ヒツジ、メンフクロウ、ガンジー）
- 七つの大罪 真実の冤罪（謎の少女）
- 部活少女バトル（御浦知帆）
- MÚSECA（ナチュレオ、きらり）
- ロボットガールズZ ONLINE（ザンバ様〈ズ・ザンバジル〉）

2016年
- 放課後ガールズトライブ（五月雨奏）

2017年
- 天華百剣-斬-（鉋切長光）

2018年
- ゴッドイーター レゾナントオプス（ツムギ・ミエリランカ）

2019年
- かくりよの門 -朧-（あまびえ）

2025年
- ORE'N（魔女っ子エンビー）

### 吹き替え
- GRIMM/グリム 3

### ラジオ
- 智一・美樹のラジオビッグバン（文化放送：2010年12月12日 - 2011年10月2日、第10期BGP、アシスタント）
- 青山二丁目劇場（文化放送）
  - 「傘と虹とジンクスと」（世良汐里、2012年6月4日）
  - 「卒業アルバム」（チカ、2012年11月19日）
  - 「たのきゅう」（村の娘A、2013年1月7日）
- 神田朱未のわたしのすきなこと。（FM愛知：2012年6月17日、2013年2月10日・2月17日）
- 桃キュンRADIO〜お供して下さい〜（音泉：2012年12月24日 - 2013年3月11日、アシスタント）[21]
- モモキュンRADIO〜引き続きお供して下さい〜（音泉：2013年4月8日 - 7月1日）
- みんなの作文（ニッポン放送：2013年1月3日・1月10日）
- A&G Girls Project Trefle（超!A&G+：2013年4月6日 - 2015年7月4日）
- 山里亮太の不毛な議論（TBSラジオ：2013年8月28日）
- CV〜キャスティングボイス〜ラジオ（funラジオ：2014年3月20日 - 9月25日）
- 津田美波と一木千洋のおじゃましまーす!（funラジオ：2014年9月2日 - 2015年3月27日）
- GOD EATER フェンリル広報部（&CAST!!!：2020年3月30日 - 12月7日、超!A&G+：2020年4月4日 - 12月26日）

### ナレーション
- アニソンぷらす（2011年4月、テレビ東京）
- チェインクロニクル CM（2013年9月、セガ）
- ZIP!（2020年3月30日、ZIP!内コーナー「いただきます!日本全国 うまいもんジャーニー」）[22]
- ぼくらはマンガで強くなった「アオアシ〜考えるサッカーで進化せよ!〜」（2022年3月26日、NHK BS1）

### テレビ
- Rの法則（2012年10月8日、NHK）
- デイリー市川（ジェイコム市川、中継レポーター）
- アニメマシテ（2015年12月1日、テレビ東京）

### インターネット
- 神室町キャバ嬢TV（2009年11月6日 - 2010年9月20日、セガ）
- ファミ通LIVE（3代目ゲーマーズエンジェル、2013年2月6日 - 2014年3月26日、ニコニコ生放送）
- 討鬼伝 プロモーションアニメ（男の子、2013年6月26日、コーエーテクモゲームス）
- 月刊ファミ通feat.（3代目ゲーマーズエンジェル、2014年5月30日 - 、ニコニコ生放送）
- 週刊いっきちゃん速報（2017年7月7日 - 2019年4月25日、SHOWROOM）

### 舞台
- 『後三年記』（2017年7月23日、せんがわ劇場） - 安良 役[23]

- OH,MY GODDESS!!〜あなたが望むなら〜（2019年1月16日 - 20日、銀座博品館劇場） - モナリーザ 役[24]

### その他コンテンツ
- 『神童勇者とメイドおねえさん』オーディオドラマ（2020年、シオン[25]）

## ディスコグラフィ

### キャラクターソング
| 発売日        | 商品名                                                    | 歌                                                               | 楽曲                              | 備考                                     |
| ------------- | --------------------------------------------------------- | ---------------------------------------------------------------- | --------------------------------- | ---------------------------------------- |
| 2010年3月24日 | 龍が如く4 伝説を継ぐもの オリジナルサウンドトラック Vol.2 | 千洋（一木千洋）                                                 | 「GET TO THE TOP! 〜一木 千洋〜」 | ゲーム『龍が如く4 伝説を継ぐもの』関連曲 |
| 2021年7月21日 | 百華繚乱 参                                               | 厳島の友成（相坂優歌）、鉋切長光（一木千洋）、乱光包（広瀬世華） | 「万夜億夜のミツルギンナイト」    | ゲーム『天華百剣 -斬-』関連曲            |